# Lanzadera espacial

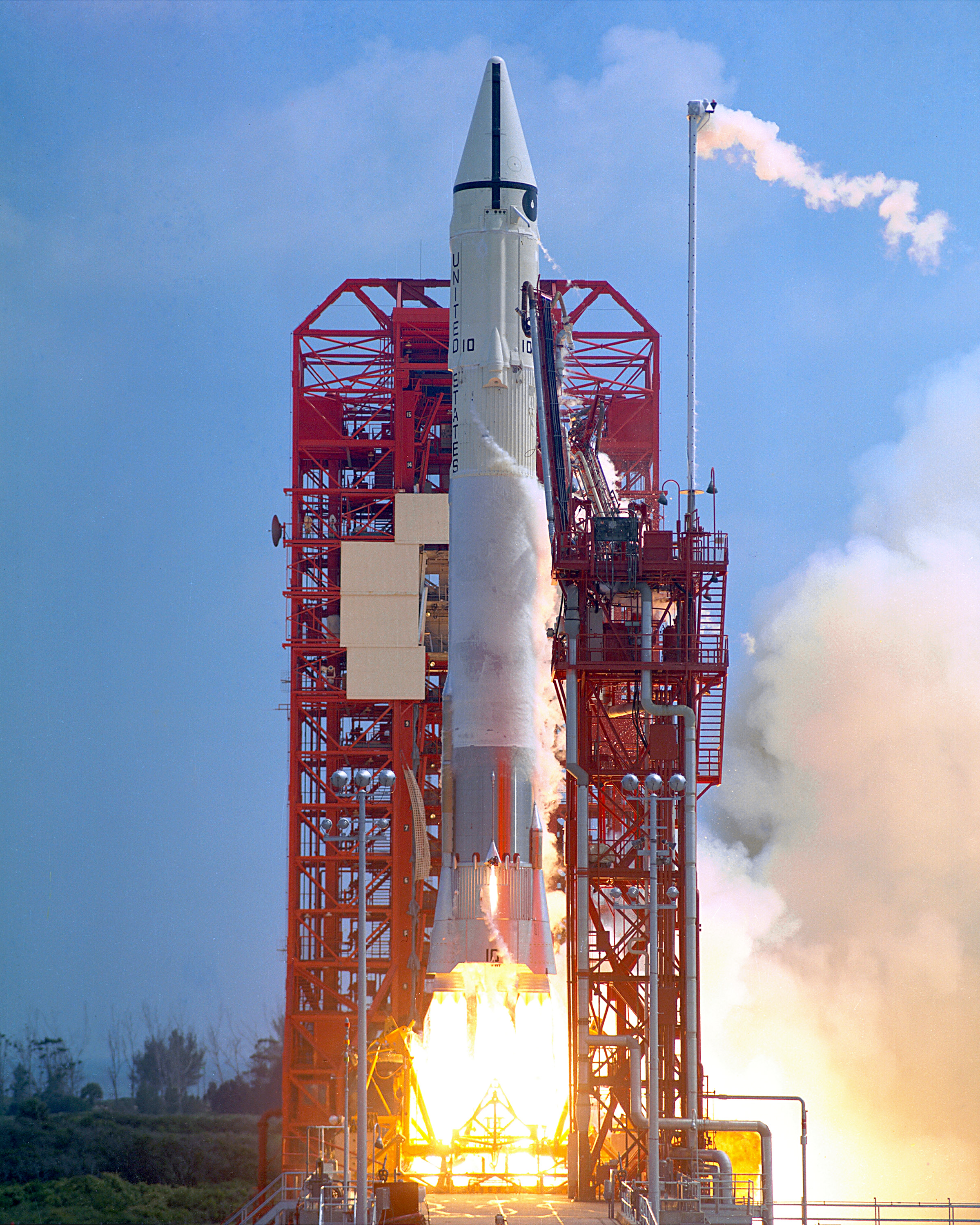
El Atlas-Centaur 10, a bordo de la sonda Surveyor 1, despega desde la plataforma 36A.

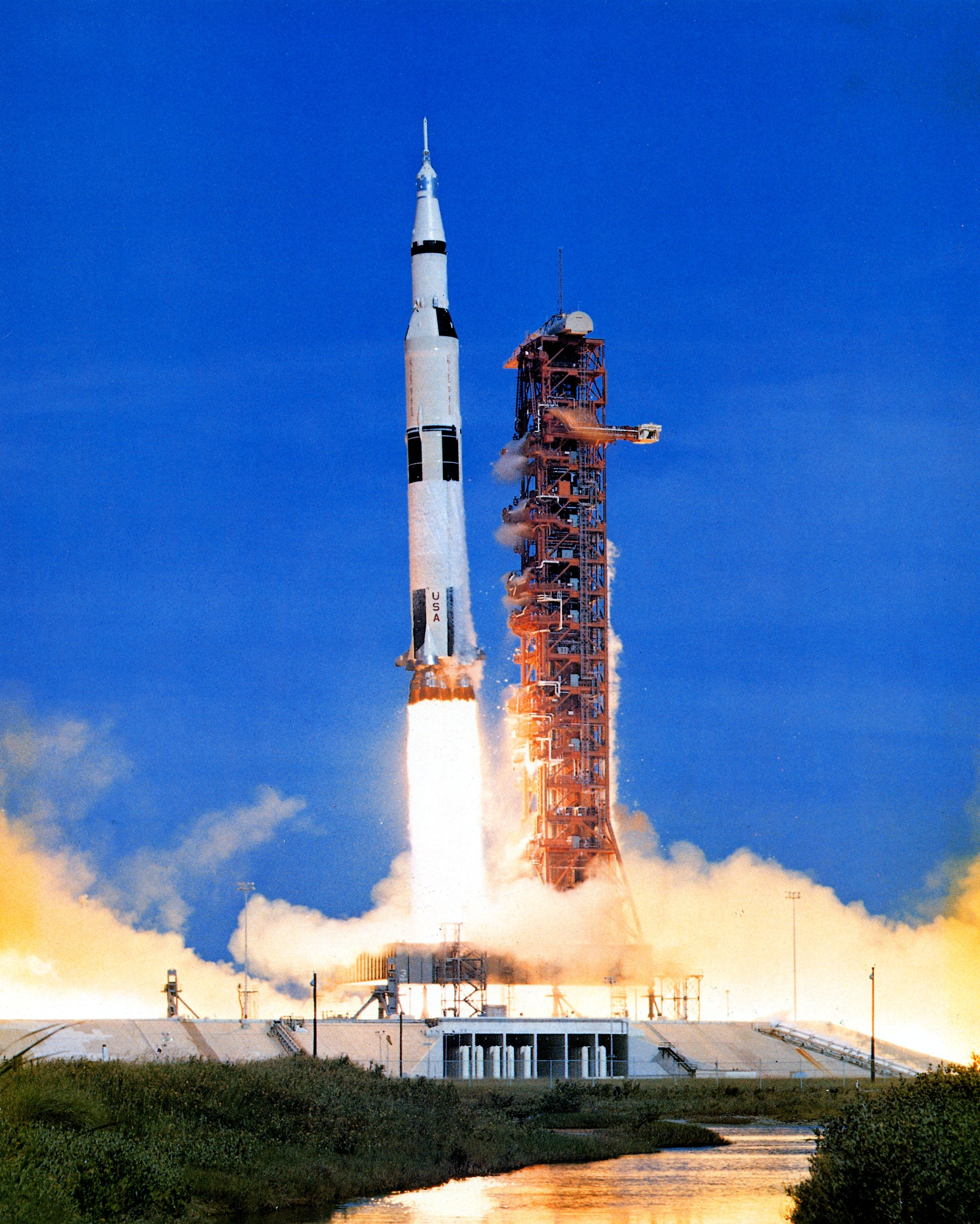
Base de lanzamiento 39A enviando el cohete Saturno V a la Luna en la misión Apolo 15.

Un cohete espacial, también llamado vector, lanzador, lanzadera o vehículo de lanzamiento espacial, es un tipo de cohete diseñado y empleado específicamente para el transporte de carga útil desde la superficie terrestre al espacio exterior. Generalmente el vuelo de un cohete espacial tiene como objetivo situar su carga útil en una cierta órbita, aunque algunos cohetes pueden realizar vuelos suborbitales. En ese caso, se les suele denominar cohete sonda. La carga útil de un cohete espacial es principalmente satélites artificiales, naves espaciales y sondas espaciales, aunque también pueden ser seres humanos en el caso de los vuelos espaciales tripulados. También se puede hablar de sistema de lanzamiento espacial cuando se hace referencia, además de al vehículo de lanzamiento espacial en sí mismo, a las infraestructuras de soporte necesarias para lanzar y operar el vehículo espacial. 

## Historia

### Antecedentes

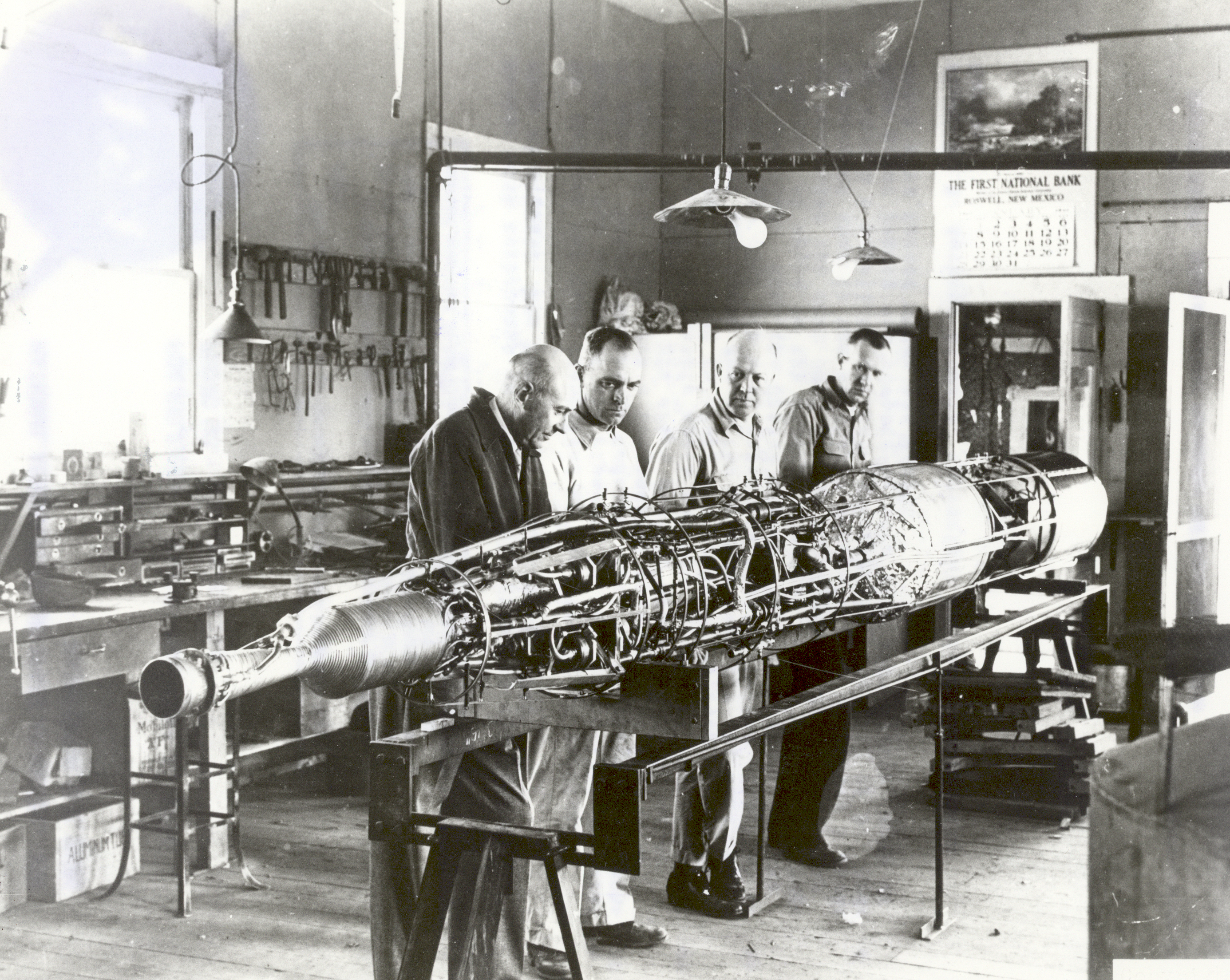
Uno de los cohetes desarrollados por Robert Hutchings Goddard.

El origen del cohete es probablemente oriental. La primera noticia que se tiene de su uso es del año 1232, en China, donde fue inventada la pólvora. 
Existen algunos relatos del uso de cohetes llamados flechas de fuego voladoras en el siglo XIII, en defensa de la capital de la provincia china de Henan. 
Los cohetes fueron introducidos en Europa por los árabes. Durante los siglos XV y XVI fueron utilizados como arma incendiaria. Posteriormente, con el perfeccionamiento de la artillería, el cohete bélico desapareció hasta el siglo XIX, y fue utilizado nuevamente durante las Guerras Napoleónicas. Los cohetes del coronel inglés William Congreve fueron usados en España durante el sitio de Cádiz (1810), en la primera Guerra Carlista (1833-1840) y durante la guerra de Marruecos (1860).

### Época moderna
A finales del siglo XIX y principios del siglo XX, aparecieron los primeros científicos que convirtieron al cohete en un sistema para impulsar vehículos espaciales tripulados. Entre ellos destacan, el peruano Pedro Paulet, el ruso Konstantín Tsiolkovski, el alemán Hermann Oberth y el estadounidense Robert Hutchings Goddard, y, más tarde los rusos Serguéi Koroliov y Valentin Gruchensko, y el alemán Wernher von Braun. 
Robert Hutchings Goddard fue el responsable del primer vuelo de un cohete propulsado con combustible líquido (gasolina y oxígeno), lanzado el 16 de marzo de 1926, en Auburn, Massachusetts, Estados Unidos. Los cohetes construidos por Goddard, aunque pequeños, ya tenían todos los principios de los modernos cohetes, como orientación por giroscopios, por ejemplo. 

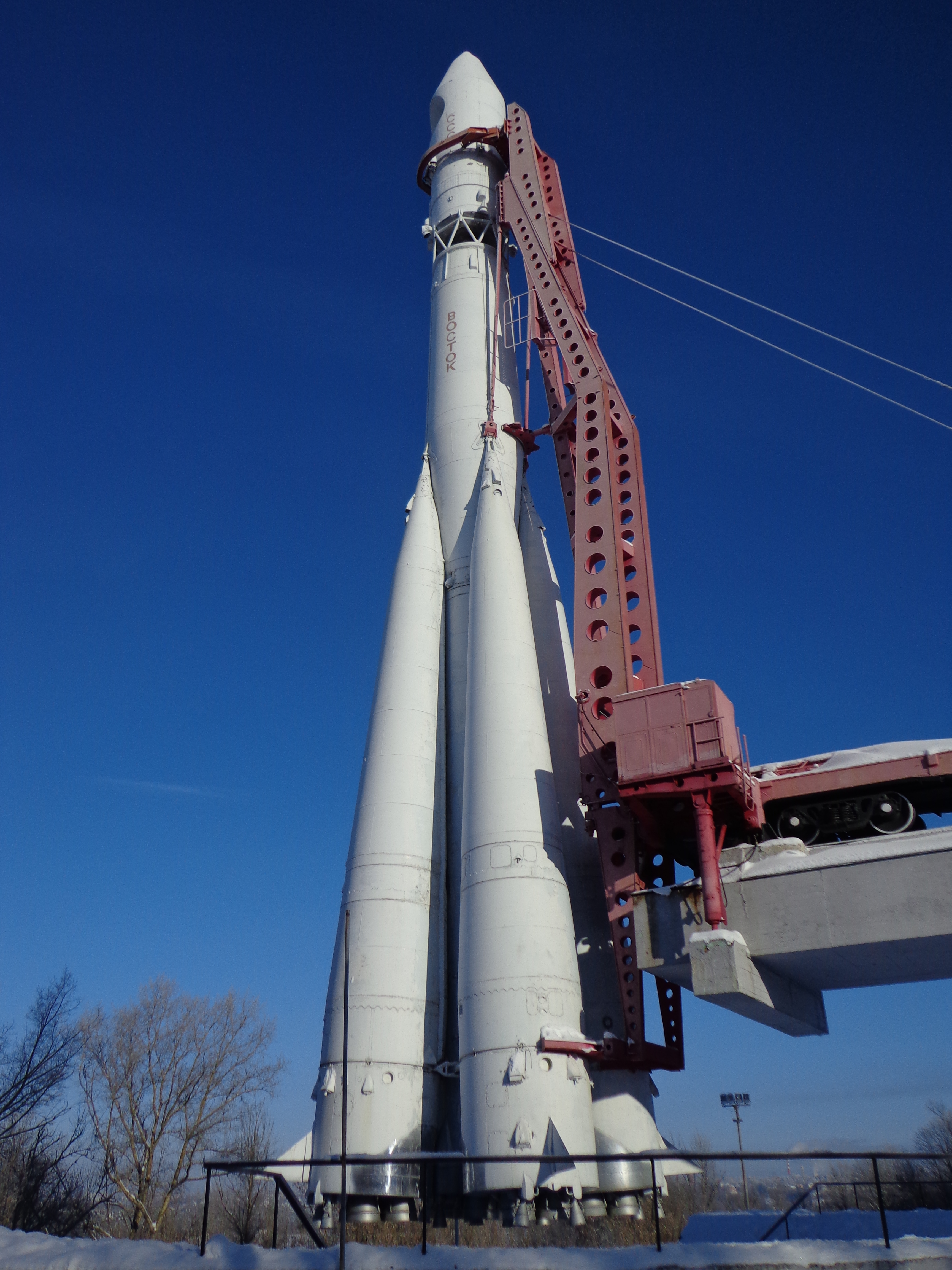
Cohete R-7 ruso/soviético.

Los alemanes, liderados por Wernher von Braun, desarrollaron durante la Segunda Guerra Mundial los cohetes V-1 y V-2 (A-4 en la terminología alemana), que fueron la base para las investigaciones sobre cohetes de los EE. UU. y de la URSS en la posguerra. Ambas armas usadas para bombardear Londres a finales de la guerra, pueden ser definidas como misiles. Realmente, el V-1 no llega a ser un cohete, sino un misil que vuela como un avión de propulsión a chorro.

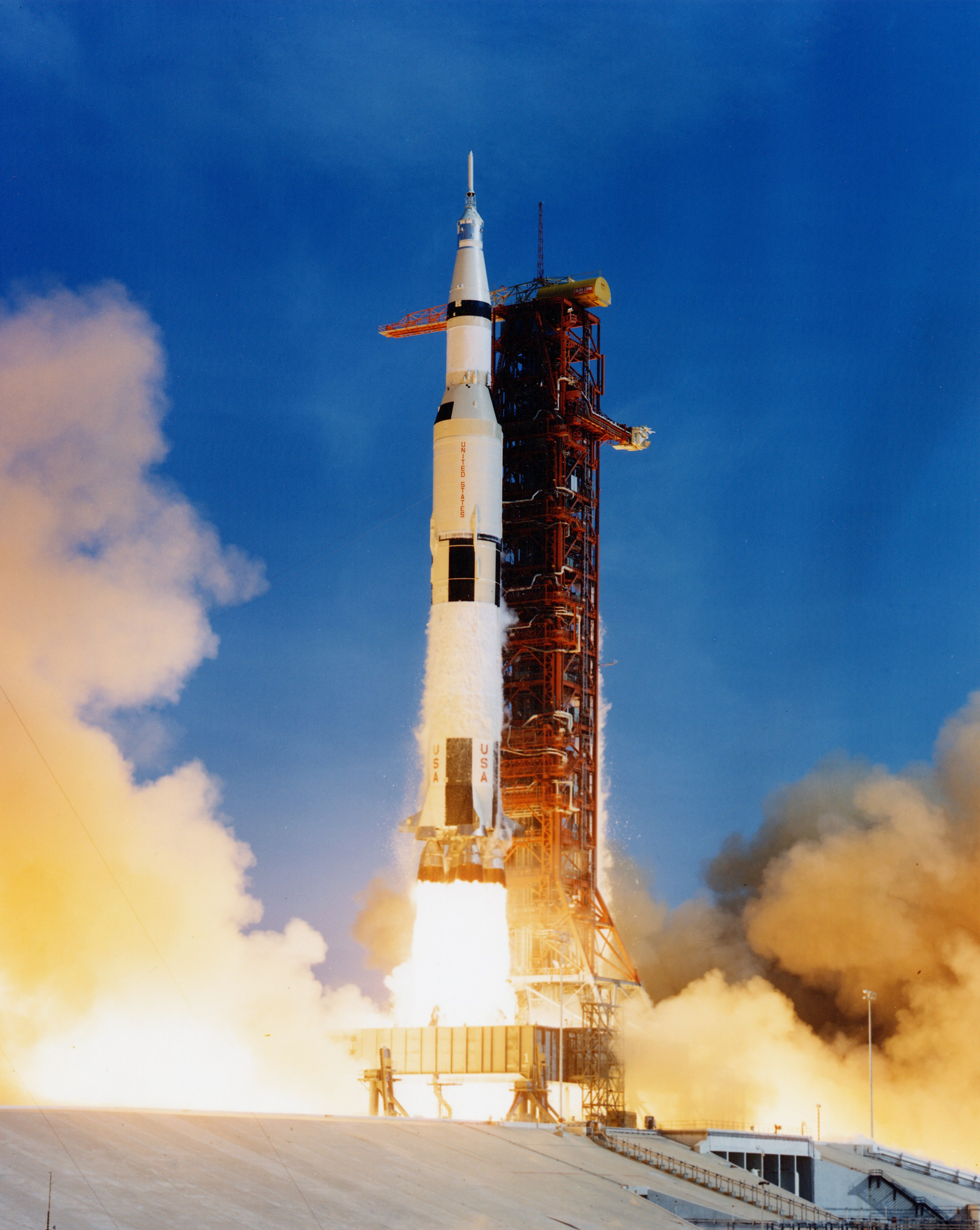
Cohete Saturno V siendo lanzado.

Inicialmente se desarrollaron cohetes específicamente destinados para uso militar, normalmente conocidos como misiles balísticos. Los programas espaciales que los estadounidenses y los soviéticos pusieron en marcha se basaron en cohetes proyectados con finalidades propias para la astronáutica, derivados de estos cohetes de uso militar. Particularmente los cohetes usados en el programa espacial soviético eran derivados del R-7, misil balístico, que acabó siendo usado para lanzar las misiones Sputnik. 
Destacan, por el lado estadounidense, el Astrobee, el Vanguard, el Redstone, el Atlas, el Agena, el Thor-Agena, el Atlas-Centauro, la serie Delta, los Titanes y Saturno (entre los cuales el Saturno V - el mayor cohete de todos los tiempos, que hizo posible el programa Apolo), y, por el lado soviético, los cohetes designados por las letras A, B, C, D y G (estos dos últimos tuvieron un papel semejante a los Saturno estadounidenses), denominados Protón.
Otros países que han construido cohetes, en el marco de un programa espacial propio, son Francia, Reino Unido (que lo abandonó), Japón, China, México, Iran, Argentina, Brasil, India, Israel, así como el consorcio europeo que constituyó la Agencia Espacial Europea (ESA), que ha construido y explotado el cohete lanzador Ariane.

## Funcionamiento

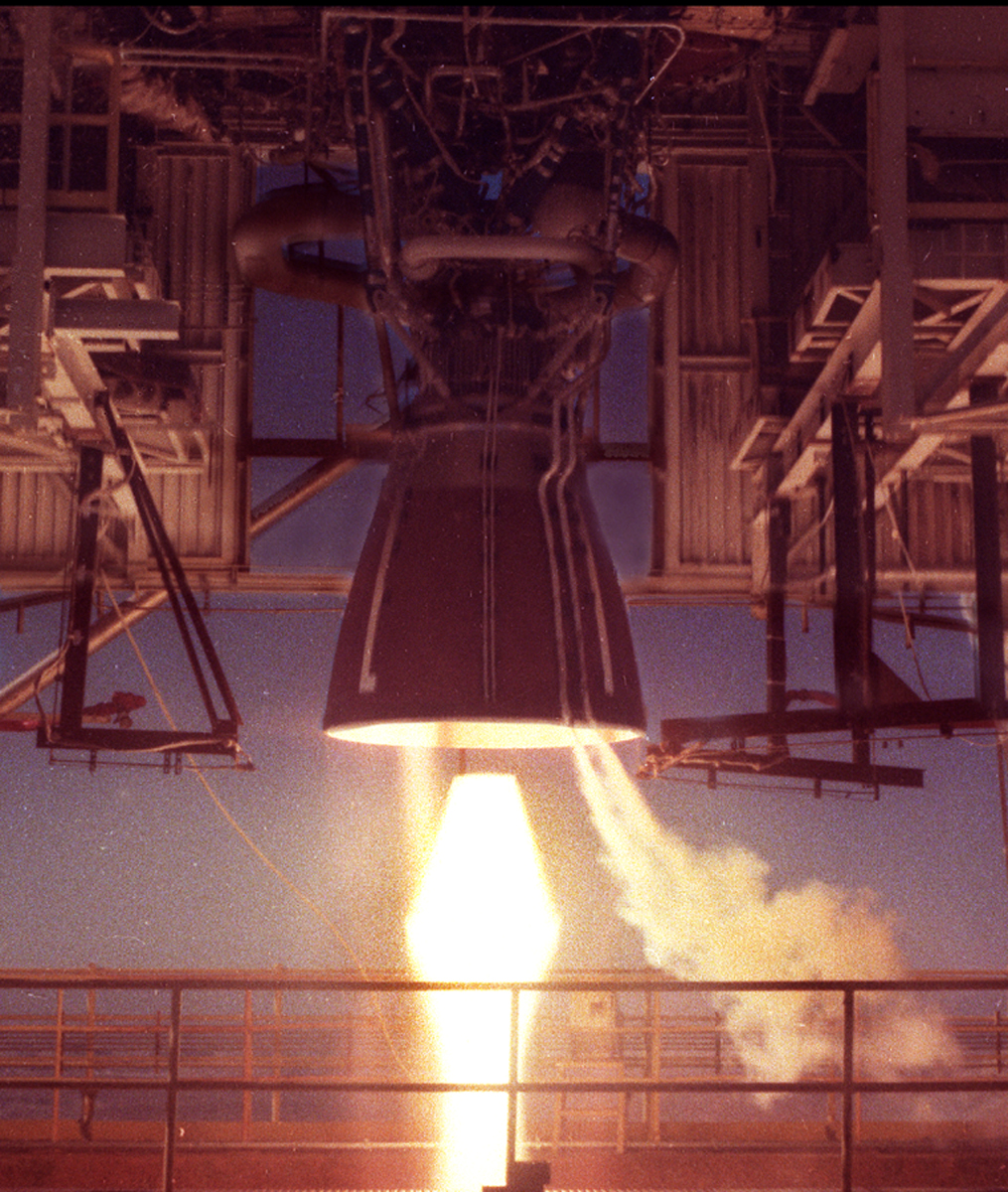
Motor de cohete.

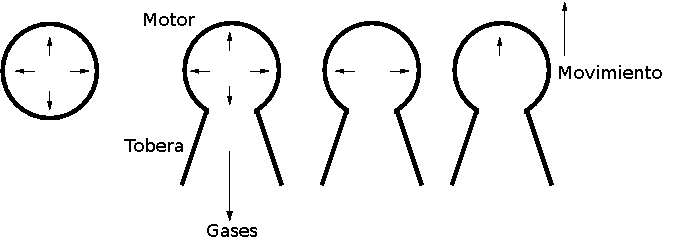
Principio de funcionamiento del motor de cohete: los gases expelidos por la abertura provocan un movimiento hacia arriba por reacción.

El principio de funcionamiento del motor de cohete se basa en la tercera ley de Newton, la ley de la acción y reacción, que dice que "a toda acción le corresponde una reacción, con la misma intensidad, misma dirección y sentido contrario". 
Imaginemos una cámara cerrada donde exista un gas en combustión. La quema del gas producirá presión en todas las direcciones. La cámara no se moverá en ninguna dirección pues las fuerzas en las paredes opuestas de la cámara se anularán. 
Si practicáramos una abertura en la cámara, donde los gases puedan escapar, habrá un desequilibrio. La presión ejercida en las paredes laterales opuestas continuará sin producir fuerza, pues la presión de un lado anulará a la del otro. Ya la presión ejercida en la parte superior de la cámara producirá empuje, pues no hay presión en el lado de abajo (donde está la abertura).

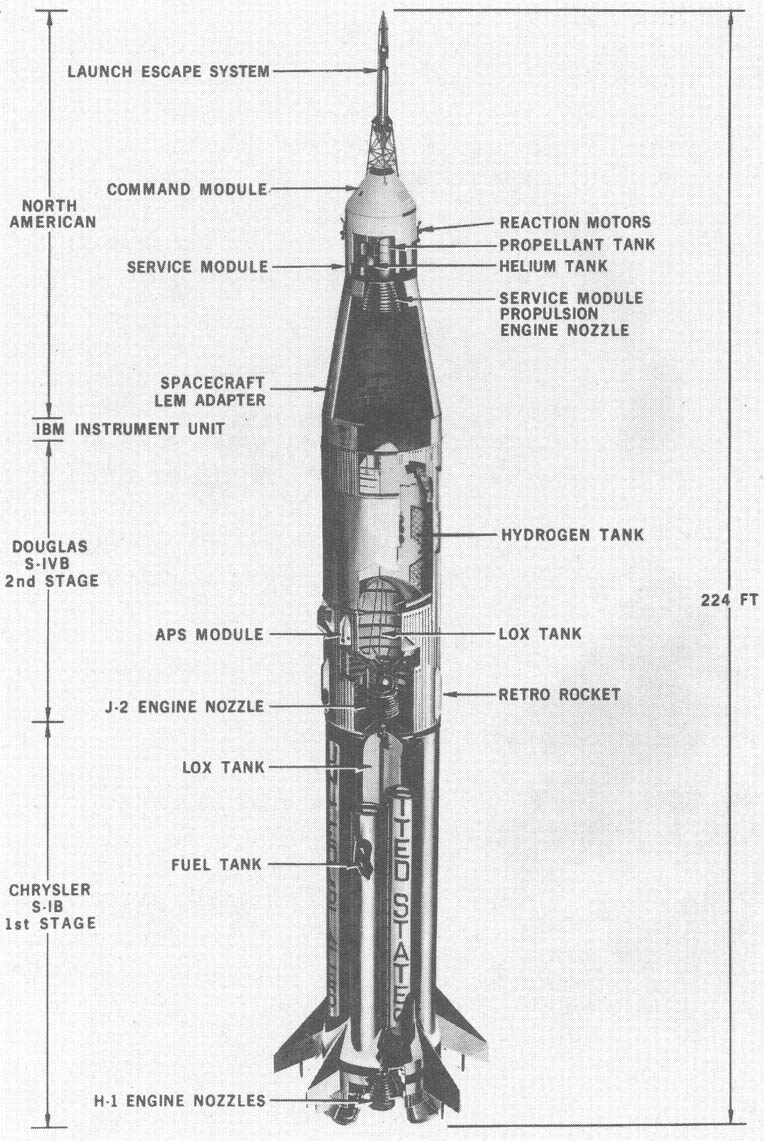
Diagrama en corte del cohete Saturno IB.

Así, el cohete se desplazará hacia arriba por reacción a la presión ejercida por los gases en combustión en la cámara de combustión del motor. Por esto, este tipo de motor es llamado de propulsión a reacción. 
Como en el espacio exterior no hay oxígeno para quemar el combustible, el cohete debe llevar almacenado en tanques no solo el combustible (carburante), sino también el oxidante (comburente). 
La magnitud del empuje producido (expresión que designa la fuerza producida por el motor de cohete) depende de la masa y de la velocidad de los gases expelidos por la abertura. Luego, cuanto mayor sea la temperatura de los gases expelidos, mayor será el empuje. Así, surge el problema de proteger la cámara de combustión y la abertura de las altas temperaturas producidas por la combustión. Una manera ingeniosa de hacer esto es cubrir las paredes del motor con un fino chorro del propio propelente usado por el cohete para formar un aislante térmico y refrigerar el motor.

## Tipos

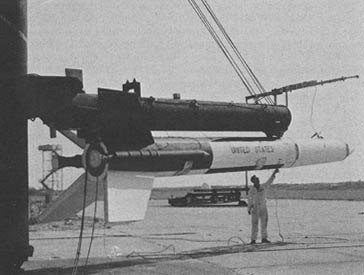
Astrobee: cohete estadounidense.

En cuanto al tipo de combustible usado, existen dos tipos de cohete: 
- Cohete de combustible líquido - en que el propelente y el oxidante están almacenados en tanques fuera de la cámara de combustión y son bombeados y mezclados en la cámara donde entran en combustión;
- Cohete de combustible sólido - en que ambos, propelente y oxidante, están ya mezclados en la cámara de combustión en estado sólido.

En cuanto al número de fases, un cohete puede ser: 
- Cohete de una fase - en este caso el cohete es "monolítico";
- Cohete de múltiples fases - posee múltiples fases que van entrando en combustión secuencialmente y van siendo descartados cuando el combustible se agota, permitiendo aumentar la capacidad de carga del cohete.

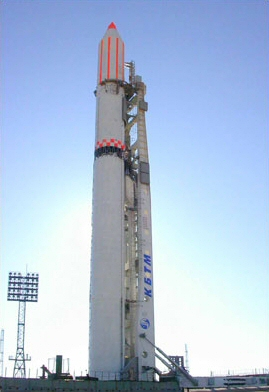
Un Zenit-2 ucraniano preparado para el lanzamiento

En cuanto a su reusabilidad, un cohete puede ser:
- Vehículo de lanzamiento desechable (ELV) - se diseñan para ser empleados una sola vez. Generalmente se separan de su carga útil y realizan una reentrada atmosférica.
- Vehículo de lanzamiento reutilizable (RLV) - ofrecen la posibilidad de recuperar el sistema intacto una vez haya sido usado, de esta forma puede ser empleado en diversos lanzamientos, disminuyendo los costos de elaboración. El transbordador espacial y el Falcon 9 de SpaceX son ejemplos notables de vehículos de lanzamiento reutilizables.

En cuanto a la cantidad de carga útil que los vehículos son capaces de poner en órbita, podemos encontrar los siguientes tipos, entre otros:
- Vehículo de lanzamiento de carga pesada (HLLV)
- Vehículo de lanzamiento de carga superpesada (SHLLV)

## Aplicaciones
La importancia de los cohetes como vehículos radica en dos características:
1. Su capacidad de alcanzar grandes velocidades y aceleraciones.
2. Su capacidad de funcionar en el vacío.

La primera de estas características es la que ha promovido su uso histórico en el campo militar y en los espectáculos pirotécnicos, la segunda no ha sido significativa hasta la aparición de la astronáutica en la década de 1950.

### Uso militar

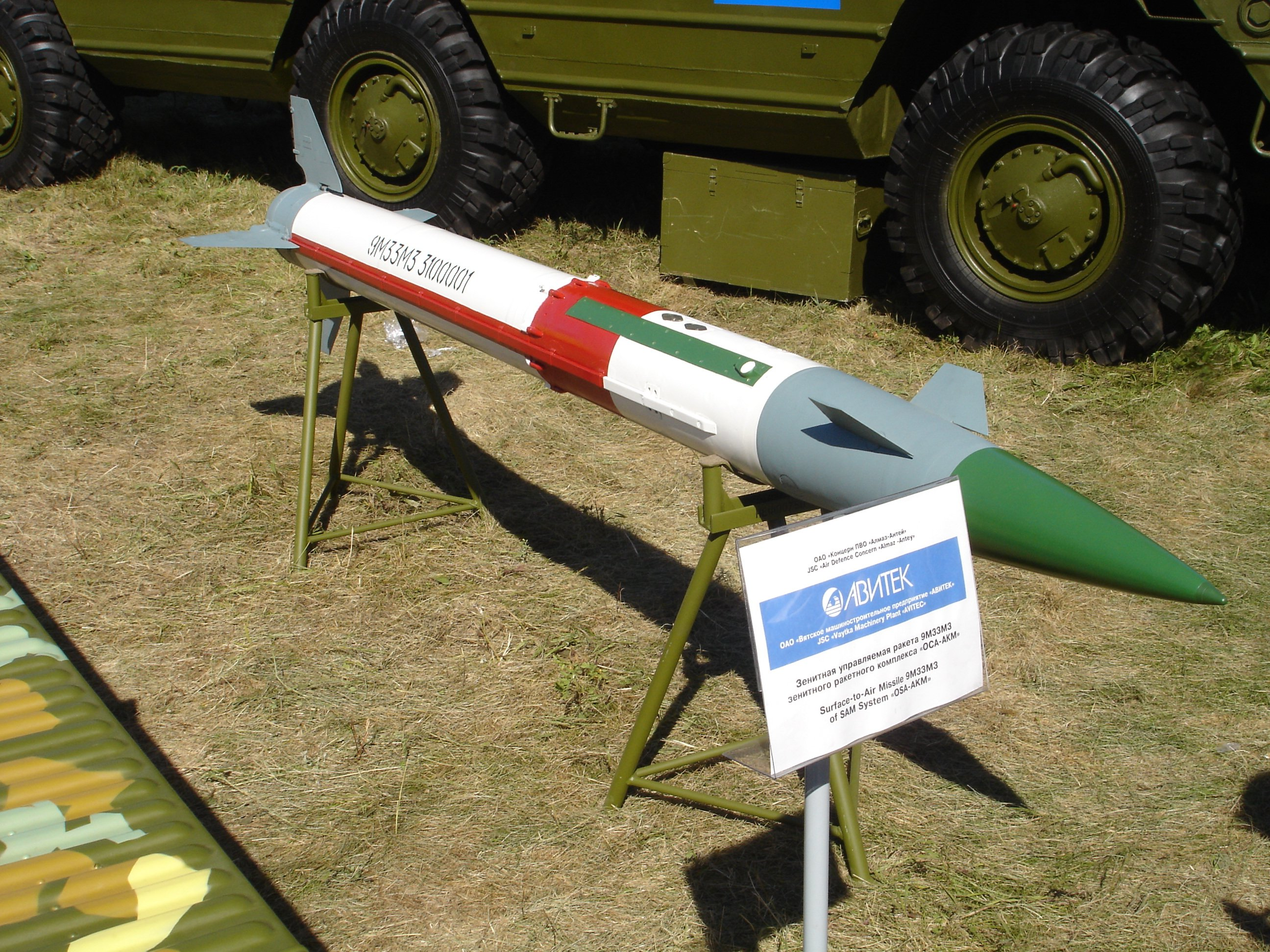
Misil antiaéreo de fabricación rusa.

El cohete constituye un medio capaz de transportar una carga útil a grandes velocidades de un punto a otro. Como arma, un cohete puede transportar un explosivo (convencional o nuclear) a grandes distancias en un tiempo corto, a veces tomando al enemigo por sorpresa. El cohete presenta otras ventajas con respecto a los proyectiles: tiene un radio de acción más grande y su trayectoria puede ser controlada.
Existen cohetes militares (también nombrados misiles) de muy variado tamaño, potencia y radio de acción. Los pequeños pueden ser lanzados directamente por los soldados o desde vehículos en movimiento, y suelen ser utilizados para atacar las aeronaves del enemigo. La capacidad de controlar su vuelo también les permite ser usados para atacar objetivos fijos con bastante precisión.
Los misiles de gran tamaño pueden llegar a tener un radio de acción de miles de kilómetros, y se utilizan para bombardear las instalaciones introducidas en territorio enemigo sin necesidad de enviar tropas o aviones. Su gran velocidad también dificulta la intercepción. De especial atención son los misiles balísticos intercontinentales (ICBM en terminología inglesa). Estos cohetes tienen un radio de acción de miles de kilómetros y siguen una trayectoria balística que los lleva, efectivamente, fuera de la atmósfera terrestre. Armados con explosivos nucleares constituyen un medio de disuasión importante, ya que permiten atacar el corazón de la nación enemiga por muy lejos que esté, sin que ésta disponga de ninguno medio para impedir su llegada.

### Uso civil
Fuera del campo militar, el uso más importante de los cohetes es el de lanzar objetos al espacio exterior, normalmente poniéndolos en órbita en torno a la Tierra. Para este objetivo, el cohete es el único medio disponible. Por una parte, son los únicos vehículos capaces de alcanzar la velocidad necesaria para esta aplicación, y de la otra solo el cohete es capaz de propulsarse en el vacío del espacio. Los otros vehículos necesitan un medio material sobre el que desplazarse, o bien obtienen algún elemento esencial para su funcionamiento del medio.
Sin embargo, el cohete no deja de ser un medio ineficaz de lanzar objetos al espacio. Debido a su propia naturaleza el cohete tendrá que ser siempre mucho mayor que el objeto que tiene que transportar, y eso quiere decir que en un lanzamiento la mayor parte de la energía será utilizada para acelerar el propio cohete, y no su carga útil. Por ejemplo, un cohete Ariane 5 cargado de combustible pesa en torno a 750 toneladas, de las cuales solo 20 pueden ser efectivamente puestas en órbita. Sin embargo, no existen alternativas en el cohete ni a corto ni a largo plazo para esta aplicación.
Otro uso ligeramente diferente de los cohetes se encuentra en los estudios de microgravedad. Un cohete puede poner un objeto en una trayectoria balística fuera de la atmósfera, donde no será sometido a la fuerza de rozamiento del aire y estará, pues, en una situación de caída libre, equivalente a la ausencia de gravedad para muchos fenómenos físicos.
En razón del creciente desarrollo y la alta tecnología que involucra, no puede dejarse de lado la cohetería vocacional, conocida también  cohetería amateur.

## Regulación
Las operaciones de los cohetes lanzadores espaciales están reguladas bajo el Derecho internacional, así como bajo las leyes nacionales del territorio donde se produzca el lanzamiento. Se deben cubrir en cualquier caso los daños materiales y humanos que se deriven de un error en el lanzamiento o de la reentrada atmosférica del cohete. Debido a estos requisitos, numerosos países requieren que los constructores de cohetes se adhieran a unas regulaciones muy estrictas de seguridad en los lanzamientos, así como que contraten seguros de responsabilidad civil con el objeto de indemnizar a las personas, bienes y propiedades que pudieran sufrir daños.

## Ejemplos
| Datos generales | Datos generales        | Datos generales    | Datos generales    | Datos generales     | Datos generales | Historial de lanzamientos | Historial de lanzamientos | Historial de lanzamientos | Historial de lanzamientos |
| Nombre          | Versión                | Primer lanzamiento | Último lanzamiento | Constructor         | Usuario         | T                         | E                         | P                         | F                         |
| --------------- | ---------------------- | ------------------ | ------------------ | ------------------- | --------------- | ------------------------- | ------------------------- | ------------------------- | ------------------------- |
| Ariane 4        | Ariane 40              | 22/01/1990         | 03/12/99           | Ariane              | ESA Ariane      | 4                         | 7                         | 0                         | 0                         |
| Ariane 4        | Ariane 42P             | 20/11/1990         | 04/05/02           | Ariane              | ESA Ariane      | 15                        | 14                        | 0                         | 1                         |
| Ariane 4        | Ariane 42L             | 12/05/1993         | 23/01/02           | Ariane              | ESA Ariane      | 13                        | 13                        | 0                         | 0                         |
| Ariane 4        | Ariane 44P             | 04/04/1991         | 25/09/01           | Ariane              | ESA Ariane      | 15                        | 15                        | 0                         | 0                         |
| Ariane 4        | Ariane 40LP            | 15/06/1988         | 27/11/01           | Ariane              | ESA Ariane      | 26                        | 25                        | 0                         | 1                         |
| Ariane 4        | Ariane 40L             | 06/06/1989         | 15/02/03           | Ariane              | ESA Ariane      | 40                        | 39                        | 0                         | 1                         |
| Ariane 5        | Ariane 5G              | 04/06/1996         | 27/09/03           | EADS                | ESA Ariane      | 16                        | 13                        | 2                         | 1                         |
| Ariane 5        | Ariane 5G+             | 02/03/2004         | 18/12/04           | EADS                | ESA Ariane      | 3                         | 3                         | 0                         | 0                         |
| Ariane 5        | Ariane 5GS             | 11/08/2005         | Operativo          | EADS                | ESA Ariane      | 5                         | 5                         | 0                         | 0                         |
| Ariane 5        | Ariane 5ECA            | 11/12/2002         | Operativo          | EADS                | ESA Ariane      | 22                        | 22                        | 0                         | 1                         |
| Ariane 5        | Ariane 5ES             | 09/03/2008         | Operativo          | EADS                | ESA Ariane      | 1                         | 1                         | 0                         | 0                         |
| Naro-1          | Naro-1                 | 25/08/2009         | Desactivado        | Khrunichev KARI     | KARI            | 3                         | 1                         | 2                         | 0                         |
| Proton-M        | Proton-M Briz-M PII    | 07/07/2007         | 14/11/10           | Khrunichev          | RSA             | 12                        |                           |                           |                           |
| Proton-M        | Proton-M Blok-DM-03    | 05/12/2010         | Operativo          | Khrunichev          | RSA             | 3                         |                           |                           |                           |
| PSLV            | PSLV                   | 20/09/1993         | Operativo          | ISRO                | ISRO            | 10                        | 8                         | 1                         | 1                         |
| PSLV            | PSLV-CA                | 23/04/2007         | Operativo          | ISRO                | ISRO            | 5                         | 5                         | 0                         | 0                         |
| PSLV            | PSLV-XL                | 22/10/2008         | Operativo          | ISRO                | ISRO            | 1                         | 1                         | 0                         | 0                         |
| Electron        | Electron               | 25/05/2017         | Operativo          | Rocket Lab          | Rocket Lab NASA | 5                         | 4                         | 0                         | 1                         |
| Delta IV        | Delta IV Medium        | 11/03/2003         | Desactivado        | ULA Boeing          | NASA ULA        | 3                         | 3                         | 0                         | 0                         |
| Delta IV        | Delta IV Medium+ (4,2) | 20/11/2002         | Desactivado        | ULA Boeing          | NASA ULA        | 13                        | 13                        | 0                         | 0                         |
| Delta IV        | Delta IV Medium+ (5,2) | 03/06/2012         | Desactivado        | ULA Boeing          | NASA ULA        | 1                         | 1                         | 0                         | 0                         |
| Delta IV        | Delta IV Medium+ (5,4) | 06/12/2009         | Desactivado        | ULA Boeing          | NASA ULA        | 5                         | 5                         | 0                         | 0                         |
| Delta IV        | Delta IV Heavy         | 21/12/2004         | Operativo          | ULA Boeing          | NASA ULA        | 8                         | 7                         | 0                         | 1                         |
| Atlas V         | Atlas V (401)          | 21/08/2002         | Operativo          | ULA Boeing Lockheed | ULA NASA        | 7                         | 6                         | 1                         | 0                         |
| Atlas V         | Atlas V (411)          | 20/04/2006         | Operativo          | ULA Boeing Lockheed | ULA NASA        | 2                         | 2                         | 0                         | 0                         |
| Atlas V         | Atlas V (421)          | 10/10/2007         | Operativo          | ULA Boeing Lockheed | ULA NASA        | 3                         | 3                         | 0                         | 0                         |
| Atlas V         | Atlas V (431)          | 11/03/2005         | Operativo          | ULA Boeing Lockheed | ULA NASA        | 1                         | 1                         | 0                         | 0                         |
| Atlas V         | Atlas V (521)          | 17/07/2003         | Operativo          | ULA Boeing Lockheed | ULA NASA        | 2                         | 2                         | 0                         | 0                         |
| Atlas V         | Atlas V (551)          | 19/01/2006         | Operativo          | ULA Boeing Lockheed | ULA NASA        | 1                         | 1                         | 0                         | 0                         |
| Falcon 9        | Falcon 9 V1.0          | 04/06/2010         | Operativo          | SpaceX              | SpaceX          | 5                         | 4                         | 0                         | 1                         |
| Falcon 9        | Falcon 9 V1.1          | 29/09/2013         | Operativo          | SpaceX              | SpaceX          | 15                        | 14                        | 1                         | 0                         |
| Falcon 9        | Falcon 9 FT            | 22/12/2015         | Operativo          | SpaceX              | SpaceX          | 49                        | 49                        | 0                         | 0                         |
| Falcon Heavy    | Falcon Heavy           | 06/02/2018         | Operativo          | SpaceX              | SpaceX          | 1                         | 1                         | 0                         | 0                         |
| CZ-1            | Long March 1 CZ-1      | 24/04/1970         | 03/03/71           | MAI CASC CAST       | CNSA            | 2                         | 2                         | 0                         | 0                         |
| CZ-1            | Long March 1 CZ-1D     | 01/06/1995         | 01/03/02           | CALT                | CNSA            | 3                         | 2                         | 1                         | 0                         |
| CZ-2            | Long March CZ-2        | 05/11/1974         | Desactivado        | CALT                | CNSA            | 1                         | 0                         | 0                         | 1                         |
| CZ-2            | Long March CZ-2A       | 26/11/1975         | Desactivado        | CALT                | CNSA            | 3                         | 3                         | 0                         | 0                         |
| CZ-2            | Long March CZ-2C       | 09/09/1982         | Desactivado        | CALT                | CNSA            | 44                        | 43                        | 0                         | 1                         |
| CZ-2            | Long March CZ-2D       | 09/08/1992         | Desactivado        | CALT                | CNSA            | 22                        | 22                        | 0                         | 0                         |
| CZ-2            | Long March CZ-2E       | 16/07/1990         | Desactivado        | CALT                | CNSA            | 7                         | 4                         | 1                         | 2                         |
| CZ-2            | Long March CZ-2F       | 19/11/1999         | Desactivado        | CALT                | CNSA            | 11                        | 1                         | 0                         | 0                         |
| CZ-3A           | Long March 3 CZ-3A     | 08/02/1994         | 09/07/18           | CALT                | CNSA            | 27                        | 27                        | 0                         | 0                         |
| CZ-3B           | Long March 3 CZ-3B     | 13/02/1996         | 18/09/12           | CALT                | CNSA            | 12                        | 10                        | 1                         | 1                         |
| CZ-3B           | Long March 3 CZ-3BE    | 12/05/2007         | Operativo          | CALT                | CNSA            | 43                        | 42                        | 1                         | 0                         |
| CZ-3C           | Long March 3 CZ-3C     | 25/04/2008         | 01/02/16           | CALT                | CNSA            | 12                        | 12                        | 0                         | 0                         |
| CZ-3C           | Long March 3 CZ-3CE    | 23/10/2014         | Operativo          | CALT                | CNSA            | 4                         | 4                         | 0                         | 0                         |
| CZ-4A           | Long March 4 CZ-4A     | 06/09/1988         | 03/09/90           | CALT                | CNSA            | 2                         | 2                         | 0                         | 0                         |
| CZ-4B           | Long March 4 CZ-4B     | 11/05/1999         | 24/10/18           | SAST                | CNSA            | 31                        | 30                        | 1                         | 0                         |
| CZ-4C           | Long March 4 CZ-4C     | 24/04/2006         | Desactivado        | SAST                | CNSA            | 25                        | 24                        | 1                         | 0                         |
| CZ-5            | Long March 5 CZ-5      | 03/11/2016         | Operativo          | CALT                | CNSA            | 2                         | 1                         | 1                         | 0                         |
| CZ-6            | Long March 6 CZ-6      | 19/09/2015         | Operativo          | SAST                | CNSA            | 2                         | 2                         | 0                         | 0                         |
| CZ-7            | Long March 7 CZ-7      | 25/06/2016         | Operativo          | CALT                | CNSA            | 2                         | 2                         | 0                         | 0                         |
| CZ-11           | Long March 11 CZ-11    | 25/09/2015         | Operativo          | CALT                | CNSA            | 6                         | 6                         | 0                         | 0                         |

## Futuro

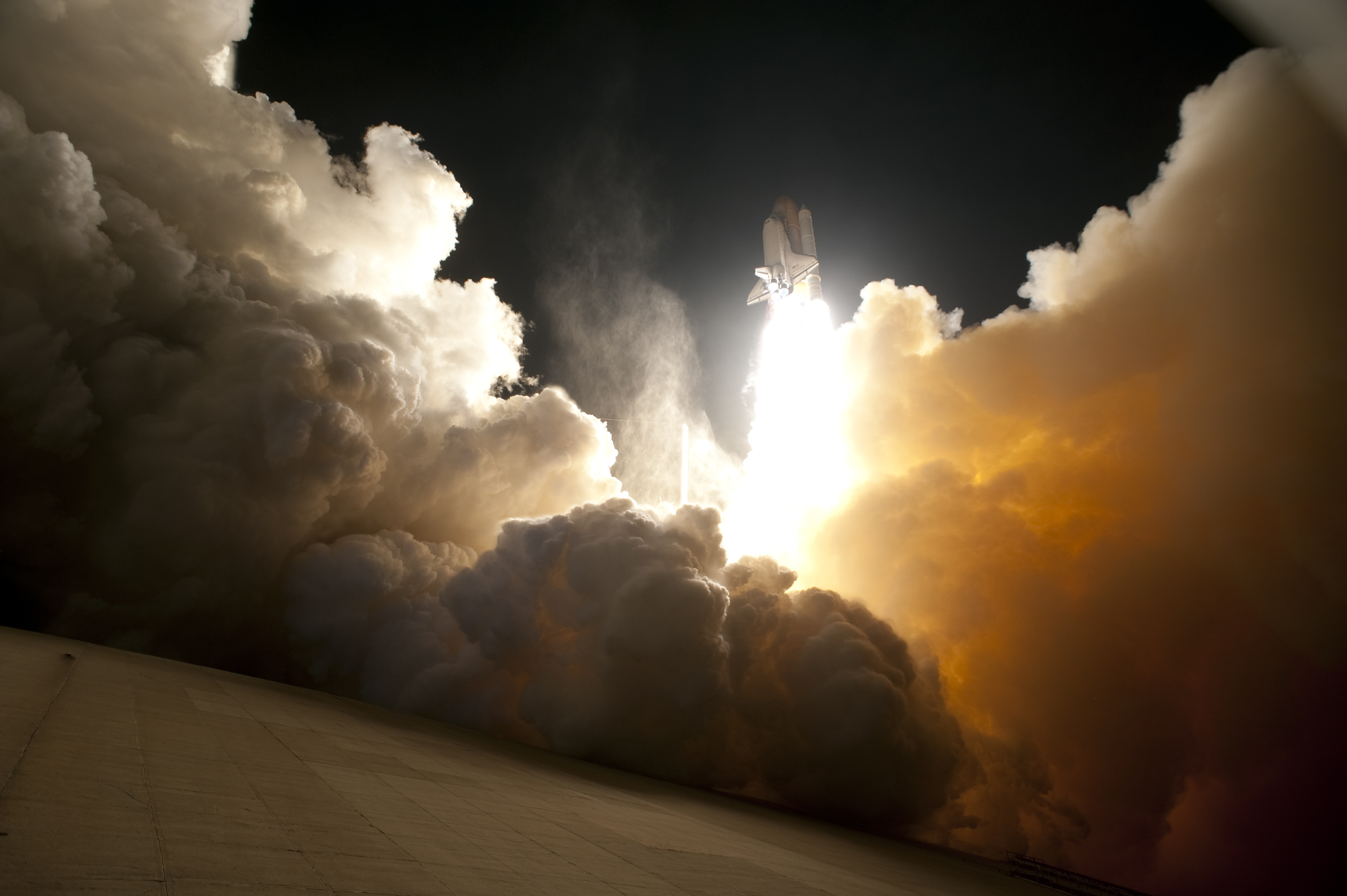
Una nube de escape engulle la plataforma de lanzamiento 39A en el Centro Kennedy de la NASA en Florida, el transbordador espacial Endeavour despega hacia el cielo nocturno.

El cohete convencional deberá pasar por algunos avances en los próximos años, aunque aún será el mayor responsable, por mucho tiempo, del envío de astronautas y satélites artificiales al espacio. 
La adopción de vehículos reutilizables, como el transbordador espacial, de la NASA, debe ampliarse. Los transbordadores espaciales despegan como un cohete convencional, pero aterrizan como aviones, gracias a su aerodinámica especial. 
Un motor revolucionario, que puede hacer avanzar la tecnología astronáutica, es el motor Scramjet, capaz de alcanzar velocidades hipersónicas de hasta 15 veces la velocidad del sonido. El motor Scramjet no posee partes móviles, y obtiene la compresión necesaria para la combustión por el aire que entra de frente, impulsado por la propia velocidad del vehículo en el aire. La NASA probó con éxito un motor de este tipo en 2004. El cohete, llamado X-43A, fue llevado a una altitud de 12 000 m por un avión B-52, y lanzado por un cohete Pegasus a una altitud de 33 000 m. Alcanzó la velocidad récord de 11 000 km/h. 
Otra posibilidad de adelanto en la tecnología de motores de cohetes es el uso de propulsión nuclear, en que un reactor nuclear calienta un gas, produciendo un chorro que se usa para producir empuje. También se ha considerado la idea de construir un cohete en forma de vela, impulsado por la presión de radiación solar, lo que permitiría viajes interplanetarios de larga distancia